# Repubblica Dominicana
La Repubblica Dominicana è una repubblica presidenziale situata nei due terzi orientali dell'isola caraibica di Hispaniola, nelle Grandi Antille. Confina a ovest con la repubblica di Haiti ed è bagnata a nord dall'oceano Atlantico, a sud dal mar dei Caraibi e ad est dal canale della Mona, che la separa da Porto Rico. La capitale è Santo Domingo, la lingua ufficiale è lo spagnolo (vedi anche: Lingua spagnola in Repubblica Dominicana).
La Repubblica Dominicana non va confusa con Dominica, un altro Paese caraibico.

## Storia

### Colonia spagnola
Il 5 dicembre 1492 le navi di Cristoforo Colombo arrivarono nell'isola, che venne denominata la Española. Colombo vi lasciò un insediamento di 39 marinai, chiamato La Navidad. L'anno successivo, ritornando nel secondo viaggio, lo trovò distrutto e decise di fondare un nuovo insediamento più a est, nel territorio dell'attuale Repubblica Dominicana, chiamandolo La Isabela, considerato il primo vero insediamento europeo nelle Americhe. L'isola divenne una colonia spagnola.
Dei primi anni di dominazione spagnola si ricorda lo schema delle fattorie (haciendas) basato sull'esperienza portoghese nella costa occidentale dell'Africa. Esso consisteva nello sfruttamento del lavoro retribuito degli spagnoli, un regime di schiavitù per le popolazioni native, la vendita degli schiavi in Spagna e l'imposizione di un tributo in polvere d'oro o cotone. Lo sfruttamento delle ricchezze naturali e della forza lavoro indigena poteva avvenire solo a favore della corona spagnola e non dei privati. Questo provocò sia molto malcontento tra gli spagnoli che vittime, spesso per tristezza, fra i Taino durante il viaggio oceanico. I modi con cui vennero trattati gli indigeni (considerati come la ricompensa per la conquista) provocarono un crollo della loro condizione fisica, della speranza e dell'aspettativa di vita. I Taino arrivarono a suicidarsi in massa e a realizzare aborti come unica via di salvezza dalla schiavitù; la loro popolazione scese dalle circa 400 000 persone calcolate nel 1492 a 60 000 nel 1508.
La scarsa manodopera indigena e la concentrazione della stessa in poche famiglie aristocratiche fece sì che i coloni spagnoli emigrassero presso altre terre. Solo con l'introduzione della lavorazione intensiva della canna da zucchero la popolazione incominciò a crescere, e con essa iniziò anche la tratta degli schiavi neri dall'Africa. A metà del XVI secolo si calcola che fossero presenti sull'isola più di 20 000 africani provenienti da tribù differenti, mentre i Taino erano praticamente estinti.
All'inizio del 1600, per combattere il contrabbando e gli attacchi dei pirati, la Casa Reale spagnola decise di trasferire tutte le persone che vivevano nelle zone ovest e nord-est dell'isola in zone più controllabili e vicine alla capitale, Santo Domingo. Questo provocò un impoverimento generale dell'economia dell'isola e la possibilità per filibustieri e bucanieri di occupare la parte occidentale (Tortuga) come loro principale base di partenza per gli attacchi alle navi dirette e provenienti dall'Europa.

### Primi tentativi d'indipendenza
Nel 1791 una ribellione di schiavi guidati da Toussaint Louverture segnò la lotta per la futura indipendenza della colonia francese di Haiti dalla madrepatria e la successiva unificazione dell'isola per mano degli haitiani. Nel 1795 la Spagna parzialmente sconfitta dalla Francia rivoluzionaria cedette col trattato di Basilea la sua metà di Santo Domingo in cambio del completo sgombero dei propri confini metropolitani. La prima misura che venne presa fu l'abolizione della schiavitù. Nel 1801 Napoleone inviò una gigantesca spedizione per la riconquista di quello che doveva essere il centro del suo impero coloniale, ma ciò non impedì che tre anni più tardi Haiti (la parte occidentale dell'isola) dichiarasse l'indipendenza. I francesi rimasero a controllare i territori a est con capitale Santo Domingo grazie all'appoggio degli ex coloni spagnoli che rifiutarono la dominazione da parte di ex schiavi non riconoscendosi come neri, ma come spagnoli mulatti.
Dopo un breve ritorno sotto il dominio della Spagna (1808) e un'indipendenza effimera (1821), nel 1822 la Repubblica Dominicana (o Repubblica di Haiti Spagnola, come si chiamò nel 1821) venne invasa da Haiti. Nel periodo successivo (fino al 1844) si registrò l'abolizione della schiavitù, una riforma agraria e la ridistribuzione delle terre, l'istituzione dell'educazione obbligatoria, laica e gratuita e un forte scontro con la Chiesa cattolica. La popolazione dominicana mal digerì queste riforme.
Nel 1844 un movimento di sollevazione popolare guidato da Juan Pablo Duarte portò all'indipendenza della Repubblica Dominicana sancita da un manifesto che segnava l'uguaglianza di tutti gli uomini, senza discriminazioni. Il nascente Stato si dibatteva tra quelli che volevano l'indipendenza assoluta e quelli che preferivano l'opzione di protettorato di una nazione sviluppata. Nel 1860 il presidente dominicano Pedro Santana firmò un trattato di riammissione alla Spagna (1861). Tale trattato provocò la sollevazione di alcuni generali e l'inizio di una guerra definita di Restaurazione e conclusa con una nuova indipendenza (1863). A partire dal 1863 è stata retta per alcuni anni da presidenti eletti formalmente in maniera democratica, fra i quali Francisco Gregorio Billini, anche se questi erano probabilmente rappresentativi di un'oligarchia.

### Indipendenza dalla Spagna
Nel 1861, dopo aver imprigionato, messo a tacere, esiliato e giustiziato molti dei suoi oppositori e per ragioni politiche ed economiche, Pedro Santana firmò un patto con la corona spagnola e riportò la nazione dominicana allo status coloniale, l'unico paese americano a farlo. Il suo scopo apparente era quello di proteggere la nazione da un'altra annessione da parte di Haiti. Ma gli oppositori lanciarono la Guerra di Restaurazione nel 1863, guidata da José Antonio Salcedo. Haiti, temendo che la Spagna tornasse come potenza coloniale al suo confine, diede rifugio e rifornimenti ai rivoluzionari.
A poco a poco gli spagnoli furono costretti ad abbandonare la costa settentrionale. Nel settembre del 1863, la guarnigione di Santiago, composta da 2.000 uomini, abbandonò la città e marciò verso Puerto Plata, il principale porto del nord, attaccata lungo tutto il percorso dai dominicani. Lì si unirono alla guarnigione del forte, lasciando che la città venisse saccheggiata dai ribelli. Alla fine, 600 spagnoli uscirono e scacciarono i ribelli, con l'aiuto dei cannoni del forte, ma a quel punto la città era stata saccheggiata e bruciata quasi completamente. I danni a Santiago e Puerto Plata furono stimati in 5 milioni di dollari. Gli spagnoli avevano preparato una linea telegrafica da Cuba a Santo Domingo nel giugno 1864, solo che quasi la prima notizia fu la morte di Pedro Santana, il loro miglior generale. Tuttavia, la situazione era cambiata ancora una volta, con gli spagnoli che avanzavano lungo la costa settentrionale e catturavano Monte Cristi, vicino al confine con Haiti. Ciò sembra aver causato una perdita di morale tra molti ribelli e molti hanno abbandonato. Durante questo periodo, la leadership dominicana cambiò frequentemente, solo per essere deposta in colpi di stato per corruzione, politica o, nel caso di Polanco (che durò 3 mesi), guidò un disastroso attacco diretto contro gli spagnoli a Monte Cristi nel dicembre 1864.
Dopo due anni di combattimenti, la Spagna abbandonò l'isola nel 1865. Negli anni successivi regnarono nuovamente i conflitti politici; vigeva uno stato di guerra, le rivolte militari erano molto comuni e la nazione accumulava sempre più debiti. Dopo essere entrato in carica, Báez elaborò il suo piano per annettere il paese agli Stati Uniti, dove il governo dell'epoca, guidato dal presidente Ulysses S. Grant, gli diede il suo appoggio. Grant chiese una base navale a Samaná e anche un luogo in cui i neri appena liberati potessero stabilirsi. L'accordo, che prevedeva il pagamento da parte degli Stati Uniti di 1,5 milioni di dollari per l'ammortamento del debito dominicano, fu respinto dal Senato di quel paese nel 1870.
Báez fu rovesciato nel 1874, ritornò e fu nuovamente rovesciato nel 1878, questa volta definitivamente. Con l'eliminazione di Santana (morto nel 1864) e Báez dalla scena politica, emerse una nuova generazione di politici. Una relativa pace arrivò nel paese nel 1880, quando vide l'ascesa al potere del generale Ulysses Heureaux.
Lilís, come fu soprannominato il nuovo presidente, conobbe un breve periodo di popolarità. Era, tuttavia, "un simulatore", indebitando profondamente la nazione, utilizzando la maggior parte dei profitti per uso personale e per mantenere il suo stato di polizia. Heureaux era un dittatore dispotico e impopolare e fu assassinato nel 1899. Tuttavia, la relativa calma dopo la sua morte permise un miglioramento dell'economia dominicana. L’industria dello zucchero si modernizzò e il paese attirò lavoratori stranieri e immigrati sia dal Vecchio che dal Nuovo Mondo. A partire dal 1902, tornarono i governi a breve termine, il potere fu usurpato dai leader nelle regioni del paese. D'altra parte, il governo dominicano era in bancarotta e non era in grado di pagare i debiti lasciati da Heureaux, di fronte alla minaccia di un intervento militare da parte della Francia e di altre potenze creditrici europee.

### Occupazione da parte degli Stati Uniti
Nel 1905 e 1907, dopo il fallimento del controllo privato delle dogane dominicane da parte delle banche creditrici nordamericane e l'intervento armato degli Stati Uniti, le dogane furono poste sotto il controllo di Washington. Il governo dominicano non poté aumentare il suo debito pubblico o cambiare la sua politica doganale. Inoltre, gli Stati Uniti intervennero direttamente nella politica interna, costringendo alcuni presidenti a dimettersi se rifiutassero di diventare strumenti della politica del Dipartimento di Stato. Alla crisi economica si aggiunse così una crisi politica, e cinque presidenti si succedettero tra il 1911 e il 1915. Nel novembre 1915, gli Stati Uniti pretesero che la Repubblica Dominicana cedesse il controllo sulla raccolta delle entrate e delle spese dello stato, così come lo scioglimento del suo esercito e la sua sostituzione con una gendarmeria addestrata e diretta da ufficiali americani. Nel maggio 1916, le truppe statunitensi invasero la Repubblica Dominicana e imposero un'autorità di occupazione militare che divenne il governo del paese. Fu dichiarata la legge marziale, e le finanze e l'amministrazione passarono interamente sotto il controllo degli Stati Uniti.
Un movimento di guerriglia fu organizzato contro l'occupante, ma non riuscì a unificare il suo comando. I diversi gruppi rimasero scoordinati, il che impedì loro di realizzare azioni su larga scala. Tuttavia, beneficiarono dell'appoggio passivo della popolazione, che essenzialmente rifiutò di collaborare con l'occupante e di dargli informazioni. L'aumento del numero dei maquisards e l'estensione delle loro attività portò gli Stati Uniti ad inviare rinforzi. La repressione e le campagne a tappeto ebbero l'effetto di aumentare la rabbia della popolazione. Le atrocità perpetrate dai marines in queste operazioni suscitarono un'immensa emozione, portando a un sentimento diffuso di "ostilità e amarezza tra gli abitanti", dovette ammettere il diplomatico americano Sumner Welles.

### Il regime di Rafael Trujillo
Dopo il ritiro degli Stati Uniti nel 1924, il paese visse un periodo di sei anni di calma e relativa prosperità sotto Horacio Vásquez. Seguì la dittatura di Rafael Leónidas Trujillo, membro della Guardia Nazionale fondata dagli Stati Uniti per combattere i nazionalisti, fino al 1961. Salì al potere il 23 febbraio 1930 con un colpo di stato e governò fino alla sua morte. Cambiò il nome della capitale del paese (Santo Domingo) in Ciudad Trujillo e si appropriò della maggior parte delle terre coltivabili per sé e la sua famiglia. Il suo regime fu segnato dalla repressione, dall'uso della tortura e dall'omicidio politico. Nel 1937, ordinò il massacro di oltre 30.000 immigrati haitiani in due settimane. 

### Instabilità e seconda occupazione da parte degli Stati Uniti
Le prime elezioni libere in quasi cinquant'anni portarono al potere Juan Bosch, leader del Partito Rivoluzionario Dominicano (PRD), uno dei più attivi oppositori della dittatura di Trujillo, nel 1961. Appena entrato in carica, lanciò profonde riforme del paese. Il 29 aprile 1963, proclamò una nuova costituzione che garantiva al popolo libertà senza precedenti nel paese, soprattutto in termini di diritto del lavoro, come il riconoscimento dei sindacati, ma anche l'uguaglianza tra uomini e donne e la protezione dei contadini. Inoltre, stabilì il principio della riforma agraria, legalizzò il divorzio, proclamò l'uguaglianza dei figli naturali e legittimi, iniziò a controllare le finanze e la corruzione e cancellò i contratti con le imprese nordamericane per favorire gli interessi della Repubblica Dominicana. Queste riforme irritarono profondamente i settori più conservatori della società dominicana: i latifondisti, che videro sfidate le loro prerogative sui contadini; la Chiesa Cattolica, che si oppose alla secolarizzazione della società incoraggiata dal presidente Bosch; gli industriali, che si opposero ai nuovi diritti dei lavoratori. Inoltre, gli Stati Uniti temevano che anche Juan Bosch si sarebbe dichiarato comunista, come Fidel Castro.
Bosch fu a sua volta rovesciato da un colpo di stato militare. Dopo trent'anni di dittatura, la democrazia durò solo sette mesi. Un nuovo governo civile fu istituito, ma era strettamente controllato dai militari, molti dei quali avevano legami con l'industria dello zucchero. Contro quello che viene talvolta descritto come "Trujillismo senza Trujillo" (essendo state ristabilite le strutture repressive della dittatura), due partiti di ispirazione marxista ma molto minoritari, il Movimento del 14 giugno e il Movimento Popolare Dominicano, si impegnarono in azioni di guerriglia. Di fronte alla crisi economica e alla corruzione dei dirigenti politici e militari, il risentimento popolare continuò a crescere e scoppiarono i disordini.
Il 24 aprile 1965, due caserme si sollevarono e chiesero il ritorno del deposto presidente Juan Bosch. La rivolta era composta da giovani sottufficiali e da alcuni ufficiali esasperati dall'oltraggiosa corruzione dei loro superiori, e prese contatto con i civili. Il Partito Rivoluzionario Dominicano a sua volta invitò la popolazione ad insorgere. Il giorno dopo, in reazione alle massicce manifestazioni nella capitale, il presidente Reid Cabral si dimise. Immediatamente, jet da combattimento decollarono dalla loro base di San Isidro e mitragliarono il centro della città. Fu istituita una nuova giunta guidata dal capo dell'aviazione Pedro Benoit, e violenti combattimenti scoppiarono tra gli insorti e le forze del regime militare. Il 28 aprile, su richiesta della giunta, gli Stati Uniti invasero nuovamente la Repubblica Dominicana. Almeno 5.500 persone furono uccise, soprattutto civili. Migliaia di ribelli e manifestanti vennero detenuti nello stadio di baseball, nell'ippodromo e nella sede della polizia.

### Il regime di Joaquín Balaguer
Il primo periodo di governo di Balaguer durò fino alle elezioni del 1978, che videro l'elezione di Antonio Guzmán Fernández, del Partido Revolucionario Dominicano (PRD) allora all'opposizione. Fu la prima elezione dominicana in cui si effettuò un cambio di governo in modo pacifico. Il mandato si caratterizzò per essere stato uno dei più liberali tra quelli conosciuti dalla Repubblica Dominicana da decenni. Terminò con il suicidio di Guzmán nel 1982 e gli succedettero due brevi esperienze legate al PRD fino al ritorno di Balaguer nel 1986.
Balaguer governò per dieci anni, venendo rieletto in due elezioni, nel 1990 e nel 1994, svoltesi in un clima di violenza e intimidazione verso l'opposizione; dietro la pressione internazionale, Balaguer acconsentì a organizzare nuove elezioni nel 1996 nelle quali non si sarebbe candidato.

### L'assassinio delle tre sorelle Mirabal
Uno dei casi più clamorosi, a livello sociale, della storia dominicana del XX secolo, fu l'assassinio delle sorelle Mirabal, che si opponevano alla dittatura di Rafael Leónidas Trujillo, avvenuto il 25 novembre 1960: il caso divenne internazionale e il 17 dicembre 1999 l'assemblea generale delle Nazioni Unite approvò la risoluzione 54/134, con cui scelse la data del 25 novembre per commemorare la Giornata internazionale per l'eliminazione della violenza contro le donne, in ricordo alle sorelle Mirabal.

### Lo sviluppo turistico e la crescita economica
Fino agli anni '60 del XX secolo, il paese rimase sostanzialmente povero come il vicino Haiti, poi le rispettive economie cominciarono a differenziarsi, soprattutto grazie alla scelta deli governi dominicani di investire molto sul turismo internazionale, portandolo a divenire molto più benestante, sviluppato e stabile, anche se non ricco in termini assoluti. Questa trasformazione ha aumentato notevolmente il divario tra la società dominicana, di lingua spagnola composta essenzialmente da mestizos, ispanici e bianchi europei, e quella haitiana, a maggioranza nera e francofona. Davanti alle calamità naturali e alle crisi politiche e sociali molto violente di Haiti, i governi della Repubblica Dominicana, su spinta dei settori più conservatori, sono stati decisi a respingere o espellere le migliaia di profughi haitiani dal paese.

## Geografia
Il territorio della Repubblica Dominicana comprende la parte orientale dell'isola di Hispaniola, situata nel mar dei Caraibi, seconda isola per dimensioni delle Antille (dopo Cuba). La superficie è di 48 442 km². Il Paese ha un solo confine terrestre con la Repubblica di Haiti a ovest, ed è bagnata dall'oceano Atlantico a nord e dal mar dei Caraibi a sud; il canale della Mona separa la repubblica Dominicana da Porto Rico.

### Morfologia
Il territorio dominicano è prevalentemente montuoso, dominato dalla Cordillera Central, nella quale spicca il Pico Duarte, massima vetta dei Caraibi, di 3 087 metri. Altre catene montuose sono la Cordillera Septentrional o Sierra de Monte Cristi, la Cordillera Oriental, la Sierra de Yamasá, la Sierra de Samaná, la Sierra de Baoruco, la Sierra de Neyba e la Sierra Martín García.
Tra la cordigliera centrale e quella settentrionale si estende la valle del Cibao, un'ampia e fertile pianura che dà il nome all'intera regione settentrionale del Paese. Nella zona sud-orientale si estende un'altra ampia pianura costiera.
Il lago più grande nel territorio dominicano è il lago Enriquillo (265 km2), di origine oceanica e con la superficie 46 metri sotto il livello del mare.

### Clima
Il clima è tropicale caraibico, con piogge abbondanti e ovvie fasce climatiche in relazione all'altitudine. Le temperature medie annuali (tra il valore minimo e il massimo giornaliero) variano dai 19,5 °C ai 15° delle altitudini uguali o superiori a 1000 m s.l.m. sino a 1500 m s.l.m., dai 15 °C ai 10 °C dai 1500 m s.l.m. fino ai 2000 m s.l.m., dai 10 °C ai 5 °C dai 2000 m s.l.m. sino ai 2500 m s.l.m. dai 5 °C agli 0 °C da 2500 a 3000 m s.l.m., ai 26,5 °C al livello del mare (dati annuali indicativi della libera atmosfera sulle 24 h, anche più miti in montagna, oppure caldi sulla terraferma e al mare lungo la costa; nelle vallate protette comunque vi è maggiore scarto). A 200 m s.l.m. si contemplano circa 25,5 °C di media annuale, per passare a 24 °C a 400 m s.l.m., 22,5 °C a 600 m s.l.m. e 21 °C di media a 800 m s.l.m. Le massime possono di norma raggiungere 40 °C nelle valli protette durante i periodi caldi, mentre è comune che si raggiungano 5 °C in montagna, a quelle latitudini dai 2000 metri s.l.m in su, nella stagione meno calda ma sicuramente più umida, la stagione delle piogge (ottobre novembre e dicembre; può essere interessato anche gennaio). Tuttavia, come intuibile, le precipitazioni nevose sono assai scarse in quota, data l'assenza di montagne elevate (con l'eccezione del Pico Duarte che arriva appena sopra i 3000 m s.l.m.).
A seconda della stagione (delle piogge o secca) e in relazione all'elevazione massima del Sole nel cielo, per la latitudine media del Paese, le giornate tecnicamente durano da 11 ore a circa 13 ore e 16 minuti.
La stagione delle piogge inizia a maggio e termina a novembre, anche se nella regione settentrionale del Paese le piogge continuano anche durante il mese di dicembre. Il carattere torrenziale delle piogge causa numerosi smottamenti, anche se i danni maggiori sono causati dagli uragani e dalle tempeste tropicali (come il recente uragano Laura), la cui stagione va normalmente da agosto a ottobre.

## Popolazione

### Demografia

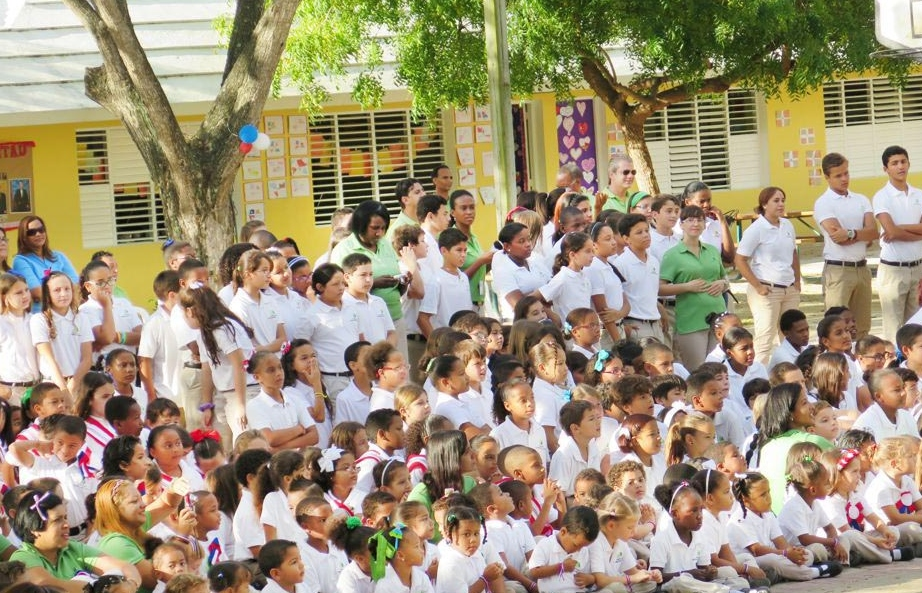
Studenti della Repubblica Dominicana

La popolazione ammontava a 9 980 243 abitanti nel 2015; nel 2010 il 31,2% della popolazione era sotto i 15 anni d'età, col 6% sopra i 65 anni d'età. Nel 2007 c'erano 103 maschi per ogni 100 femmine. Il tasso di crescita della popolazione nel biennio 2006-2007 è stato dell'1,5%, prevedendo una crescita della popolazione fino ai 10 milioni nella metà degli anni 2010.
Il 63% della popolazione vive in zone urbane; le pianure costiere meridionali e la valle del Cibao sono le aree più densamente popolate del Paese. La capitale Santo Domingo aveva una popolazione di 2 907 100 abitanti nel 2010.
Altre città importanti sono: Santiago de los Caballeros (pop. 745 293.), La Romana (pop. 214 109 ##contrasta con la voce di La Romana##.), San Pedro de Macoris (pop. 185 255.), Higüey (pop. 153 174), San Francisco de Macoris (pop. 132 725), Puerto Plata (pop. 118 282), e La Vega (pop. 104 536). Per le Nazioni Unite il tasso di crescita della popolazione urbana per il periodo 2000-2005 è stato del 2,3%.

### Etnie
La popolazione della Repubblica Dominicana è composta per la maggior parte da mulatti (circa il 65%), 25% da neri, per il 10% bianchi, e meticci secondo le definizioni del CIA World Factbook. Altri gruppi etnici includono libanesi, siriani e israeliani. È anche consistente l'afflusso di migranti caraibici arrivati per opportunità economiche: 30 000 giamaicani vivono nella Repubblica Dominicana e c'è un numero crescente di portoricani, in particolare nei dintorni di Santo Domingo (circa 10 000).
Si possono trovare anche asiatici orientali, come cinesi e giapponesi, mentre gli europei sono per lo più rappresentati da spagnoli, cui si aggiungono una piccola comunità ebraica tedesca e italiana, inglesi, olandesi, danesi e ungheresi. 
Anche se i Taino, i nativi dell'isola dominicana, sono stati completamente sterminati, i dominicani conservano nel loro DNA resti di queste prime popolazioni: questo potrebbe essere dovuto alle unioni tra i Taino e gli spagnoli durante l'epoca coloniale.
Alcuni ebrei sefarditi convertiti erano nelle prime spedizioni coloniali dalla Spagna, essendo i cattolici gli unici autorizzati a entrare nel Nuovo Mondo. In seguito nel Settecento arrivarono immigrati ebrei dalla penisola iberica e in generale dall'Europa. Alcuni sono arrivati durante e dopo la seconda guerra mondiale. Alcuni ebrei risiedono a Sosúa, mentre gli altri sono dispersi in tutto il Paese. Molti dominicani potrebbero avere origini ebraiche a causa dei matrimoni misti coi cattolici fin dall'epoca coloniale.
Alcuni dominicani nati negli Stati Uniti sono ritornati in patria, creando comunità di espatriati.

### Religione
- 75% cattolici
- 20% protestanti
- 3% senza religione (atei e agnostici)
- 2% altre religioni non cristiane (ebrei, buddisti, musulmani, vudù, altro)[8]

### Lingue
La lingua ufficiale della Repubblica Dominicana è lo spagnolo, con molti neologismi derivanti soprattutto dall'inglese. Tale influenza è dovuta in particolare alla pressione culturale ed economica esercitata dagli Stati Uniti d'America nel corso degli ultimi due secoli.
Il creolo haitiano è usato dal gran numero di immigrati haitiani presenti nel Paese; viene parlato soprattutto nelle zone di confine.
Nella provincia di Samaná si usa una variante particolare di lingua inglese, chiamata inglese di Samaná, usata dai discendenti di immigrati inglesi giunti durante l'occupazione haitiana.

## Territorio

### Suddivisione amministrativa
La Repubblica Dominicana è suddivisa amministrativamente in 31 province. In aggiunta a queste è stato istituito il Distrito Nacional (Distretto Nazionale), costituito dalla parte centrale della città di Santo Domingo.
Le province si suddividono a loro volta in comuni (municipios). I comuni più grandi si suddividono ulteriormente in distretti municipali (distritos municipales).

### Città principali
La capitale Santo Domingo è la città più popolosa: includendo i diversi municipi in cui è divisa (in due diverse province) nella sua area metropolitana risiedono circa 3 milioni di abitanti. Altre città importanti sono Santiago de los Caballeros (700 000 abitanti), Los Alcarrizos (273 000), Higüey e La Vega (250 000).
| Pos. | Città                      | Provincia                  | Abitanti |
| ---- | -------------------------- | -------------------------- | -------- |
| 1    | Santo Domingo              | Distrito Nacional          | 965 040  |
| 2    | Santo Domingo Este         | Provincia di Santo Domingo | 948 885  |
| 3    | Santiago de los Caballeros | Santiago                   | 691 262  |
| 4    | Santo Domingo Norte        | Provincia di Santo Domingo | 529 390  |
| 5    | Santo Domingo Oeste        | Provincia di Santo Domingo | 363 321  |
| 6    | Los Alcarrizos             | Provincia di Santo Domingo | 272 776  |
| 7    | Higüey                     | La Altagracia              | 251 243  |
| 8    | Concepción de la Vega      | La Vega                    | 248 089  |
| 9    | San Cristóbal              | San Cristóbal              | 232 769  |
| 10   | San Pedro de Macorís       | San Pedro de Macorís       | 195 307  |
| 11   | Moca                       | Espaillat                  | 179 829  |
| 12   | San Francisco de Macorís   | Duarte                     | 158 718  |
| 13   | San Felipe de Puerto Plata | Puerto Plata               | 158 756  |
| 14   | Baní                       | Peravia                    | 157 316  |
| 15   | Boca Chica                 | Provincia di Santo Domingo | 142 019  |
| 16   | La Romana                  | La Romana                  | 139 671  |
| 17   | San Juan de la Maguana     | San Juan                   | 132 177  |
| 18   | Bonao                      | Monseñor Nouel             | 125 338  |
| 19   | Bajos de Haina             | San Cristóbal              | 124 193  |
| 20   | Azua de Compostela         | Azua                       | 91 395   |

### Costituzione
La Costituzione della Repubblica Dominicana è stata promulgata il 14 giugno 2015.

### Istituzioni
Il più alto organo giurisdizionale è la Corte suprema di giustizia, composta da 16 giudici nominati dal Consiglio nazionale della magistratura.

### Università
L'Universidad Autónoma de Santo Domingo è stata creata il 16 novembre 1914.
In effetti, però, l'Universidad Autónoma de Santo Domingo fu istituita per decreto il 31 dicembre 1866 sotto il nome di Istituto Professionale e poi ribattezzato con il nome odierno nel 1914. Viene considerata erede del Convento dei Domenicani del 1518, e l'Università Santo Tomás de Aquino che fu creata nel Paese tramite bolla papale In Apostolatus Culmine il 28 ottobre 1538. Papa Paolo III fondò con questa bolla la prima università d'America, anche se questo titolo è oggetto di controversie, e cioè quale sia stata la prima Università dell'America.

## Politica

### Forma statale
La Repubblica Dominicana è una democrazia rappresentativa i cui poteri sono separati in legislativo, esecutivo e giudiziario. Il Presidente, eletto direttamente dal popolo ogni quattro anni, è anche il capo delle forze armate; nomina il governo e rende esecutive le leggi approvate dal Congresso.
Il potere legislativo risiede nel Congresso della Repubblica Dominicana, suddiviso in due camere: il Senato, composto da 32 membri (uno per ogni provincia), e la Camera dei Deputati, composta da 178 membri.
Il potere esecutivo è assegnato al Gabinetto della Repubblica Dominicana.

### Politica recente
Nel 1996 viene eletto Leonel Fernández, candidato del PLD, che è il partito che Juan Bosch ha fondato quando si è reso conto che il PRD non corrispondeva ormai più ai suoi ideali. Realizza una politica neoliberista, vendendo le imprese elettriche e modernizzando il paese dal punto di vista tecnologico.
Nel 2000 le elezioni vengono però vinte da Hipólito Mejía Domínguez, del PRD. Viene eletto al primo turno con più del 50% dei voti, e incarna la speranza della gente di un governo che sia dalla loro parte.
Nel 2002 muore l'ex presidente Balaguer.
Le elezioni dell'agosto 2004 vedono nuovamente sconfitto il governo in carica e torna alla presidenza Leonel Fernández.
Nelle elezioni amministrative del 2006 si registra una forte vittoria del PLD del presidente Leonel Fernández.
Alle elezioni presidenziali del 2008 il presidente uscente viene riconfermato con il 53% dei voti, mentre Miguel Vargas (PRD) ha raggiunto quota 40%. Il PRSC con Amable Aristy si è fermato a poco più del 4%.
Alle elezioni presidenziali del 2012 si riconferma il partito di governo, una forte vittoria del candidato del partito ufficiale Partito della Liberazione Dominicana nella persona di Danilo Medina contro l'oppositore del partito (PRD) Hipòlito Mejia.
In agosto 2012 Danilo Medina assunse la presidenza della Repubblica Dominicana.
Il 15 maggio 2016, per la prima volta dal 1994, tutte le autorità pubbliche sono state elette contemporaneamente e, per la prima volta nella storia dominicana, direttamente: Presidente, vice-presidente, Congresso, Senato.
Danilo Medina è stato riconfermato Presidente.
Le elezioni generali del 2020, inizialmente previste per il 17 maggio, sono state spostate al 5 luglio per salvaguardare la salute della popolazione dalla pandemia di COVID-19.
Questa tornata elettorale è stata vinta da Luis Abinader del PRM (Partido Revolucionario Moderno), partito nato da una divisione in seno al PRD. L'affluenza al voto si è attestata al 55,29% e le preferenze per Luis Abinader sono state il 52,52%, consentendone l'elezione al primo turno. In queste elezioni è stata eletta Raquel Peña come vice-presidente.
Il nuovo governo, che ha ottenuto la maggioranza sia al Congresso sia al Senato, ha prestato giuramento il 16 agosto 2020.

## Economia
L'economia della Repubblica Dominicana è basata essenzialmente sull'agricoltura, cui si dedica il 20% della forza lavoro, anche se il settore rimane molto vulnerabile sia rispetto ai fenomeni naturali (ultimo in ordine di tempo l'uragano Georges che ha devastato l'isola nel settembre 1998), sia per la dipendenza dai mercati mondiali.
Le colture prevalenti e di maggior reddito sono quelle orientate alle esportazioni, inevitabilmente soggette a fluttuazioni di prezzo anche sensibili e determinate da comportamenti di consumo o di produzione del tutto estranei alle possibilità di controllo dei Paesi produttori: canna da zucchero (5 097 000 t nel 1998), diffusa in particolare nella pianura costiera meridionale, caffè (57 000 t), coltivato sui versanti della Sierra de Bahoruco e nella penisola di Samaná, cacao (59 000 t) e tabacco (43 000 t), presenti in tutte le pianure interne. Tra le colture destinate all'alimentazione locale prevalgono il riso, il mais e la manioca. Le foreste forniscono discrete quantità di legname pregiato (cedro, mogano) e di prodotti coloranti, ma il loro sfruttamento intensivo ne ha determinato un certo impoverimento nel corso soprattutto degli ultimi decenni.
In campo minerario è cessata l'estrazione della bauxite, mentre restano il ferronichel (giacimenti di Monseñor Nouel), che annualmente concorre a formare il 30% delle esportazioni, l'oro e piccole quantità di argento.
Il settore manifatturiero, condizionato da una cronica mancanza di energia elettrica, di capitali e di manodopera qualificata, rimane poco diversificato e sostanzialmente vincolato al comparto agroalimentare, fatta eccezione per le zone franche, dove l'industria mostra una maggiore dinamicità.
Va però rilevato, anche a fronte di un quadro produttivo che non appare particolarmente florido, che negli anni più recenti l'economia dominicana, favorita dalla stabilità politica e dal costante aumento dei redditi derivanti dal turismo e dalle rimesse degli emigrati, ha registrato un andamento positivo e il PIL ha segnato un incremento, in termini reali, del 5,5% annuo (periodo 1990-1998). In aumento anche il PIL pro capite, che nel 1998 era pari a 1 770 dollari. È anche evidente, tuttavia, che la situazione rimane fragile a causa della concentrazione delle esportazioni (rappresentate esclusivamente da ferronichel e prodotti agricoli) e a causa della conseguente dipendenza dai corsi internazionali, per cui attualmente la politica economica del Paese è chiamata a ridurre il carattere aleatorio di questa crescita e a rendere definitivo lo sviluppo economico.
La bilancia commerciale è passiva: le importazioni provengono soprattutto da Stati Uniti, Venezuela, Messico e Giappone e riguardano petrolio, prodotti petroliferi e macchinari, mentre le esportazioni sono prevalentemente dirette verso gli Stati Uniti; oltre a quelli già ricordati, tra i prodotti esportati rivestono ormai un discreto rilievo i sigari, che si sono definitivamente affermati superiori per qualità perfino ai famosi cubani.
Quanto alle comunicazioni, vi sono 757 km di ferrovie (ma quasi per intero al servizio delle piantagioni per il trasporto dei prodotti verso i porti di imbarco) e 12 600 km di strade, di cui solo la metà asfaltate, con arterie che dalla capitale si irradiano verso le regioni settentrionali, occidentali e orientali. Il principale porto è quello di Santo Domingo, attraverso il quale passa tutto il movimento commerciale con l'estero; la capitale è inoltre servita dall'aeroporto internazionale di Punta Caucedo; altri aeroporti di pari importanza si trovano a Puerto Plata e La Romana, al servizio del crescente movimento turistico.
Ogni anno, per la stagione della raccolta della canna da zucchero, circa venticinque mila haitiani si uniscono alla Repubblica Dominicana. Molti si trovano alla mercé dei grandi proprietari dominicani; i loro documenti vengono confiscati all'arrivo e sono stipati in baraccopoli (note come batey) a volte circondate da filo spinato, senza acqua potabile o elettricità. Devono lavorare dall'alba al tramonto per salari molto bassi e le punizioni possono arrivare fino alla mutilazione. La loro situazione viene denunciata dai giornalisti come una forma di schiavitù contemporanea. Una volta terminato il raccolto, la stragrande maggioranza di questi lavoratori, indebitati e in situazione illegale, non può lasciare il Paese. I loro figli, stimati a 250 000 nel 2008, non sono riconosciuti dalle autorità e sono apolidi, il più delle volte senza accesso alla scuola o alle cure mediche e la maggior parte sono costretti a lavorare nelle piantagioni non appena raggiungono l'età per tenere un machete.

## Ambiente

### Parchi nazionali
Nonostante la ridotta superficie, la Repubblica Dominicana ospita ben nove parchi nazionali, di cui uno sottomarino. Il Parque Nacional Los Haitises è situato a sud della baia di Samaná; nella Cordillera Central vi sono il Parque Nacional Armándo Bermúdez e il Parque Nacional José del Cármen Ramírez. All'estremo nord-ovest, nei pressi della città di San Fernando de Montecristi, s'incontra il Parque Nacional Monte Cristi; nella regione sud-ovest, invece, nei pressi del confine con Haiti, il Parque Nacional Isla Cabritos ospita il lago Enriquillo e si trovano anche il Parque Nacional Sierra de Bahoruco e il Parque Nacional Jaragua, il più grande di tutte le Antille. A est della capitale il Parque Nacional Submarino La Caleta è l'unica riserva interamente sottomarina del Paese; a est di La Romana un'intera penisola è occupata dal Parque Nacional del Este.

## Sport

### Baseball
La Nazionale di baseball della Repubblica Dominicana vanta un titolo mondiale conquistato nel 1948.

### Calcio
La Nazionale di calcio della Repubblica Dominicana non ha finora ottenuto importanti risultati in campo internazionale.

### Giochi olimpici
Il primo oro olimpico per la Repubblica Dominicana fu conquistato ad Atene 2004 da Félix Sánchez, nei 400 metri ostacoli.
La prima medaglia olimpica per la Repubblica Dominicana fu la medaglia di bronzo conquistata da Pedro Nolasco, nel pugilato, ai Giochi olimpici di Los Angeles 1984.

## Cultura

### Letteratura
Una letteratura dominicana, poco conosciuta in altri Paesi, si afferma nel XX secolo con autori quali Juan Bosch, anche politico, Pedro Mir e Manuel del Cabral.
Altro importante scrittore dominicano ma naturalizzato statunitense è Junot Díaz, autore del romanzo La breve favolosa vita di Oscar Wao, Premio Pulitzer per la narrativa nel 2008.
Altra scrittrice fu Julia Alvarez, nota per il romanzo Il tempo delle farfalle (1994), in cui viene ricostruito, in forma romanzata, l'assassinio delle sorelle Mirabal.

### Musica
Per quanto riguarda il campo musicale la Repubblica Dominicana è conosciuta per essere la madrepatria di due generi e balli caraibici più conosciuti, cioè il merengue e la bachata.
Tra i cantanti dominicani affermatisi tra il XX secolo e nel corso del XXI secolo spiccano Joseíto Mateo, Natti Natasha, Henry Mendez, Juan Luis Guerra, El Alfa e Toño Rosario. È da ricordare inoltre Johnny Pacheco, uno dei padri della salsa.

### Patrimoni dell'umanità
La Città coloniale di Santo Domingo è stato il primo sito della Repubblica Dominicana iscritto, nel 1990, nella Lista dei patrimoni dell'umanità dell'UNESCO.

### Cinema
Riguardo al cinema ricordiamo il film documentario Santa Teresa y otras historias (2015) di Nelson Carlo de Los Santos Arias, vincitore dell'Astor d'argento al miglior film iberoamericano al Festival internazionale del cinema di Mar del Plata.
.

## Festività
| Data                   | Nome                          | Nome in spagnolo                 | Note                               |
| ---------------------- | ----------------------------- | -------------------------------- | ---------------------------------- |
| 31 dicembre/1º gennaio | Capodanno                     | Año Nuevo                        |                                    |
| 6 gennaio              | Epifania                      | Día de los Reyes                 | Festa mobile                       |
| 21 gennaio             | Nostra Signora di Altagrazia  | Dìa de la Virgen de Altagracia   |                                    |
| 26 gennaio             | Nascita di Juan Pablo Duarte  | Día de Juan Pablo Duarte         | Festa mobile                       |
| 27 febbraio            | Festa dell'Indipendenza       | Dìa de la Independencia Nacional |                                    |
| Data mobile            | Settimana Santa               | Semana Santa                     |                                    |
| 1º maggio              | Festa del lavoro              | Día del Trabajo                  | Festa mobile                       |
| 27 maggio              | Festa della mamma             | Dia de la Madre                  |                                    |
| Data mobile            | Corpus Domini                 | Jueves de Corpus                 | 60 giorni dopo il giorno di Pasqua |
| 16 agosto              | Restaurazione                 | Día de la Restauración           |                                    |
| 24 settembre           | Madonna della Mercede         | Dìa de la Virgen de las Mercedes |                                    |
| 6 novembre             | Prima costituzione dominicana | Día de la Constitución           | Festa mobile                       |
| 25 dicembre            | Natale                        | Navidad                          |                                    |

Nota: le feste mobili sono commemorate il giorno stesso solo se cadono di sabato, domenica o lunedì. Se il giorno cade di martedì o mercoledì, il giorno festivo viene spostato al lunedì precedente; se cade di giovedì o venerdì, la festa si celebra il lunedì successivo.
- La festività nazionale dominicana del 27 febbraio, detta Día de la Independencia, celebra il Giorno dell'indipendenza da Haiti, nel 1844, in seguito alla guerra d'indipendenza dominicana.
- il 30 giugno di ogni anno si celebra il Día del Maestro (Festa degli insegnanti) in onore alla data di nascita del politico e educatore dominicano Juan Bosch[14].

### La ricorrenza del 25 novembre
Il 25 novembre 1960 vennero assassinate tre, delle quattro dominicane sorelle Mirabal che si opponevano alla dittatura del generale Rafael Leónidas Trujillo. La data del 25 novembre venne quindi scelta, in commemorazione a questa ricorrenza, per ricordare, a livello internazionale, la Giornata internazionale per l'eliminazione della violenza contro le donne,celebrata anche in Italia. In questo contesto ricordiamo anche il romanzo Il tempo delle farfalle, del 1994, della scrittrice dominicana Julia Alvarez, che ricostruisce in forma romanzata l'assassinio delle Sorelle Mirabal.

## Gastronomia
- L'habichuela con dulce è un piatto tipico che si cucina spesso durante il periodo pasquale.
Habichuela è una parola che in italiano significa fagioli, infatti l'ingrediente principale di questo dolce è il fagiolo.
Prima di tutto i fagioli vengono frullati così diventando come una zuppa, successivamente viene cucinata a fuoco lento con altri ingredienti come latte di cocco, cannella, burro, patate, zucchero e uva passa.
Una volta che il composto è pronto si lascia raffreddare e si aggiungono piccoli biscotti per decorare,
Questo piatto si può dire sia l'equivalente dei dolci che si cucinano in italia nel periodo di Pasqua.
- Il moro è invece un insieme di fagioli, riso e carne stufata. La sua variante, moro de guandules con cocco è tipica delle regioni a nord del Paese, e combina il sapore inconfondibile della noce di cocco alla presenza dei guandules, una specie di piccole fave verdi dal sapore inconfondibile.
- Il locrio è un classico della cucina creola dominicana e somiglia molto alla celeberrima paella spagnola, di cui è sostanzialmente il cugino caraibico; a questo delizioso riso vengono in genere accompagnati gamberoni, gamberi, aringhe, sardine e merluzzo.
- L'asopao è una zuppa la cui versione base viene preparata con riso, pollo, pomodoro e un pizzico di coriandolo. Ne esistono molte varietà, più o meno pregiate e ricercate, a seconda degli ingredienti scelti, ma in ogni caso i dominicani lo consigliano come il migliore ricostituente dopo una lunga notte di ballo e di festa.
- I tostones chiamati anche fritos sono complemento e contorno fondamentale nella cucina dominicana. Si tratta di fette di platano verde fritte, condite con un pizzico di sale e in qualche caso aceto e aglio. Il risultato finale, è piuttosto simile per sapore e consistenza alle nostre patate fritte.
- Gli yaniqueques sono lo stuzzichino più tipico del Paese: un impasto di farina di grano, bicarbonato, acqua e sale. Il nome deriva dalla storpiatura dell'anglosassone “Johnny Cakes“, biscotti di origine statunitense il cui nome arrivò nella zona di Samaná insieme agli schiavi neri degli Stati Uniti e delle Antille e da qui si diffuse, nella sua variante salata, in tutto il Paese.
- I bollitos de yuca sono un altro delizioso stuzzichino della cucina dominicana: palline di yucca fritte in padella. Normalmente sono ripiene di formaggio, ma sulle spiagge si trovano anche ripiene di polpa di granchio. Inoltre esiste anche un'altra versione, le empanaditas di yucca simili a bollitos, hanno però la forma di una piccola empanada (una mezzaluna parente dei nostri panzerotti) e ripiena di carne. Vengono insaporite, a piacere, con origano, cumino o menta.
- La cucina dominicana possiede anche una grande varietà di dolci. I più noti sono il dulce de leche, comune a tutta l'area caraibica e all'America Latina nelle sue varianti anche aromatizzate, il dulce de coco (una crema di latte e cocco, tipica della zona sud della Repubblica Dominicana) e il majarete, un dessert leggero, simile a un budino, fatto con farina di mais, latte di cocco, zucchero, cannella e vaniglia in polvere.

## Galleria d'immagini

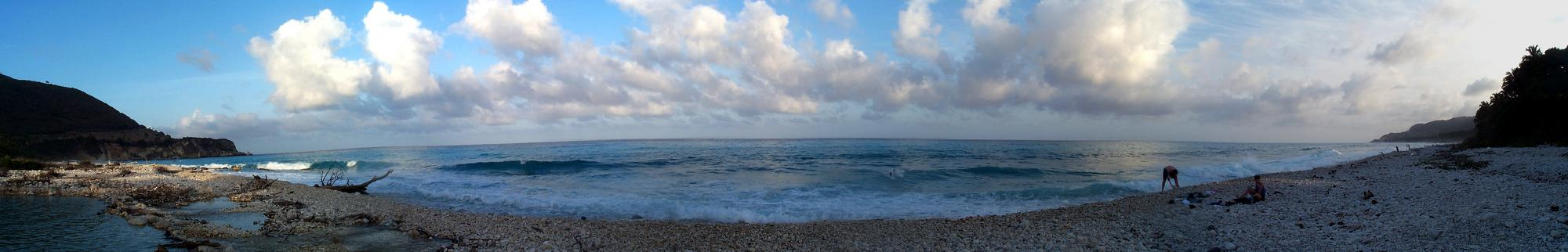
Una spiaggia nella provincia di Barahona
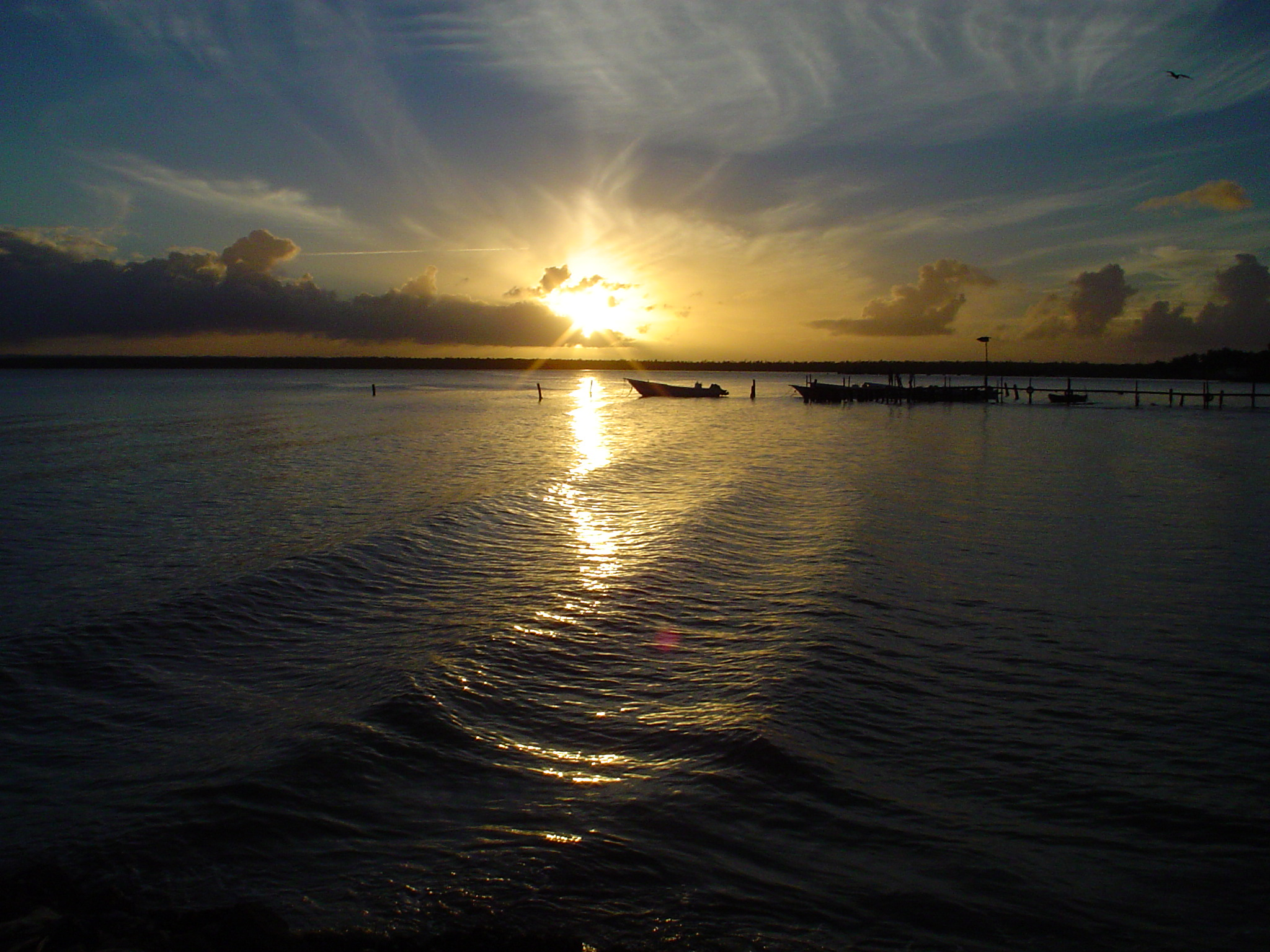
Tramonto a Sanchez